# Lijst van voetbalinterlands Lesotho - Mozambique
Deze lijst van voetbalinterlands is een overzicht van alle officiële voetbalwedstrijden tussen de nationale teams van Lesotho en Mozambique. De landen hebben tot op heden 22 keer tegen elkaar gespeeld. De eerste ontmoeting was een kwalificatiewedstrijd voor de Afrika Cup 1982 op 10 augustus 1980 in Maputo. Het laatste duel, een vriendschappelijke wedstrijd, werd gespeeld op 6 januari 2024 in Johannesburg (Zuid-Afrika).

## Wedstrijden
| №  | Plaats       | Datum            | Competitie                   | Wedstrijd            | Uitslag |
| -- | ------------ | ---------------- | ---------------------------- | -------------------- | ------- |
| 1  | Maputo       | 10 augustus 1980 | Afrika Cup 1982 kwalificatie | Mozambique − Lesotho | 6 − 1   |
| 2  | Mutare       | 24 augustus 1980 | Afrika Cup 1982 kwalificatie | Lesotho − Mozambique | 2 − 1   |
| 3  | Umtali       | 18 april 1981    | Vriendschappelijk            | Mozambique − Lesotho | 2 − 0   |
| 4  | ?            | 14 juni 1981     | Vriendschappelijk            | Mozambique − Lesotho | 4 − 0   |
| 5  | Maputo       | 13 augustus 1981 | Vriendschappelijk            | Mozambique − Lesotho | 2 − 0   |
| 6  | Maputo       | 11 maart 1990    | Vriendschappelijk            | Mozambique − Lesotho | 3 − 0   |
| 7  | Maputo       | 30 augustus 1992 | Afrika Cup 1994 kwalificatie | Mozambique − Lesotho | 3 − 0   |
| 8  | Maseru       | 11 juli 1993     | Afrika Cup 1994 kwalificatie | Lesotho − Mozambique | 1 − 1   |
| 9  | Maputo       | 21 december 1997 | Vriendschappelijk            | Mozambique − Lesotho | 1 − 1   |
| 10 | Lobamba      | 2 juni 2000      | Vriendschappelijk            | Lesotho − Mozambique | 0 − 0   |
| 11 | Maseru       | 2 juli 2000      | Afrika Cup 2002 kwalificatie | Lesotho − Mozambique | 1 − 0   |
| 12 | Maputo       | 16 juli 2000     | Afrika Cup 2002 kwalificatie | Mozambique − Lesotho | 1 − 0   |
| 13 | Maseru       | 10 maart 2001    | Vriendschappelijk            | Lesotho − Mozambique | 0 − 0   |
| 14 | Beira        | 22 april 2001    | Vriendschappelijk            | Mozambique − Lesotho | 1 − 0   |
| 15 | Maseru       | 7 april 2002     | COSAFA Cup 2002              | Lesotho − Mozambique | 0 − 2   |
| 16 | Maputo       | 22 maart 2003    | COSAFA Cup 2003              | Mozambique − Lesotho | 0 − 0   |
| 17 | Maputo       | 26 juni 2005     | Vriendschappelijk            | Mozambique − Lesotho | 1 − 0   |
| 18 | Maseru       | 29 april 2006    | COSAFA Cup 2006              | Lesotho − Mozambique | 0 − 0   |
| 19 | Maputo       | 21 mei 2008      | Vriendschappelijk            | Mozambique − Lesotho | 2 − 3   |
| 20 | Beira        | 28 maart 2017    | Vriendschappelijk            | Mozambique − Lesotho | 1 − 0   |
| 21 | Durban       | 10 juli 2023     | COSAFA Cup 2023              | Mozambique − Lesotho | 0 − 1   |
| 22 | Johannesburg | 6 januari 2024   | Vriendschappelijk            | Mozambique − Lesotho | 2 − 0   |

## Samenvatting
| Competitie              | Totaal gespeeld | Winst Lesotho | Gelijk | Winst Mozambique | Doelsaldo Lesotho – Mozambique |
| ----------------------- | --------------- | ------------- | ------ | ---------------- | ------------------------------ |
| Afrika Cup-kwalificatie | 6               | 2             | 1      | 3                | 5 − 12                         |
| COSAFA Cup              | 4               | 1             | 2      | 1                | 1 − 2                          |
| Vriendschappelijk       | 12              | 1             | 3      | 8                | 4 − 19                         |
| Totaal                  | 22              | 4             | 6      | 12               | 10 − 33                        |

LFA · 
Lesothaans vrouwenelftal
Interlands
Tegenstander:
Algerije ·
Angola ·
Benin ·
Botswana ·
Burkina Faso ·
Burundi ·
Centraal-Afrikaanse Republiek ·
Comoren ·
Congo-Kinshasa ·
Ethiopië ·
Gabon ·
Gambia ·
Ghana ·
Guinee ·
Ivoorkust ·
Kaapverdië ·
Kameroen ·
Kenia ·
Laos ·
Liberia ·
Libië ·
Madagaskar ·
Malawi ·
Maleisië ·
Marokko ·
Mauritanië ·
Mauritius ·
Mozambique ·
Myanmar ·
Namibië ·
Niger ·
Nigeria ·
Oeganda ·
Rwanda ·
Sao Tomé en Principe ·
Senegal ·
Seychellen ·
Sierra Leone ·
Soedan ·
Swaziland ·
Tanzania ·
Togo ·
Zambia ·
Zimbabwe ·
Zuid-Afrika
FMF · 
A-internationals · 
Mozambikaans vrouwenelftal
1970 – 1979 · 
1980 – 1989 · 
1990 – 1999 · 
2000 – 2009 · 
2010 – 2019 ·
2020 − 2029
Afrika Cup 1986 · 
Afrika Cup 1996 · 
Afrika Cup 1998 · 
Afrika Cup 2010
Algerije ·
Angola ·
Benin ·
Botswana ·
Burkina Faso ·
Centraal-Afrikaanse Republiek ·
Comoren ·
Congo-Brazzaville ·
Congo-Kinshasa ·
Egypte ·
Eritrea ·
Ethiopië ·
Gabon ·
Ghana ·
Guinee ·
Guinee-Bissau ·
Ivoorkust ·
Kaapverdië ·
Kameroen ·
Kenia ·
Lesotho ·
Libië ·
Madagaskar ·
Malawi ·
Mali ·
Marokko ·
Mauritanië ·
Mauritius ·
Namibië ·
Niger ·
Nigeria ·
Oeganda ·
Oman ·
Portugal ·
Rwanda ·
Senegal ·
Seychellen ·
Soedan ·
Somalië ·
Swaziland ·
Tanzania ·
Togo ·
Tunesië ·
Vietnam ·
Zambia ·
Zimbabwe ·
Zuid-Afrika ·
Zuid-Soedan